# Liste der Vizegouverneure von Saskatchewan

Amtsflagge des Vizegouverneurs von Saskatchewan

Diese Liste führt die Vizegouverneure (engl. lieutenant governor) der kanadischen Provinz Saskatchewan seit der Gründung im Jahr 1905 auf. Zuvor war der Vizegouverneur der Nordwest-Territorien die Vertretung des Monarchen gewesen. Der Vizegouverneur vertritt den kanadischen Monarchen auf Provinzebene.
| Vizegouverneur            | Amtszeit                              |
| ------------------------- | ------------------------------------- |
| Amédée Forget             | 1. September 1905 – 14. Oktober 1910  |
| George William Brown      | 14. Oktober 1910 – 18. Oktober 1915   |
| Richard Stuart Lake       | 18. Oktober 1915 – 18. Februar 1921   |
| Henry William Newlands    | 18. Februar 1921 – 31. März 1931      |
| Hugh Edwin Munroe         | 31. März 1931 – 10. September 1936    |
| Archibald Peter McNab     | 10. September 1936 – 27. Februar 1945 |
| Thomas Miller             | 27. Februar 1945 – 20. Juni 1945      |
| Reginald Parker           | 22. Juni 1945 – 23. März 1948         |
| John Michael Uhrich       | 23. März 1948 – 15. Juni 1951         |
| William John Patterson    | 15. Juni 1951 – 3. Februar 1958       |
| Frank Lindsay Bastedo     | 3. Februar 1958 – 1. März 1963        |
| Robert Hanbidge           | 1. März 1963 – 2. Februar 1970        |
| Stephen Worobetz          | 2. Februar 1970 – 29. Februar 1976    |
| George Porteous           | 3. März 1976 – 7. Februar 1978        |
| Irwin McIntosh            | 22. Februar 1978 – 6. Juli 1983       |
| Frederick William Johnson | 6. Juli 1983 – 7. September 1988      |
| Sylvia Fedoruk            | 7. September 1988 – 31. Mai 1994      |
| Jack Wiebe                | 31. Mai 1994 – 21. Februar 2000       |
| Lynda Haverstock          | 21. Februar 2000 – 1. August 2006     |
| Gordon Barnhart           | 1. August 2006 – 22. März 2012        |
| Vaughn Solomon Schofield  | 22. März 2012 – 21. März 2018         |
| W. Thomas Molloy          | 21. März 2018 – 2. Juli 2019          |
| Russell Mirasty           | seit 18. Juli 2019                    |